# Charles Rollin
Charles Rollin, francoski zgodovinar in pedagog, * 30. januar 1661, Pariz, † 14. december 1741.